# Sumpfwürger

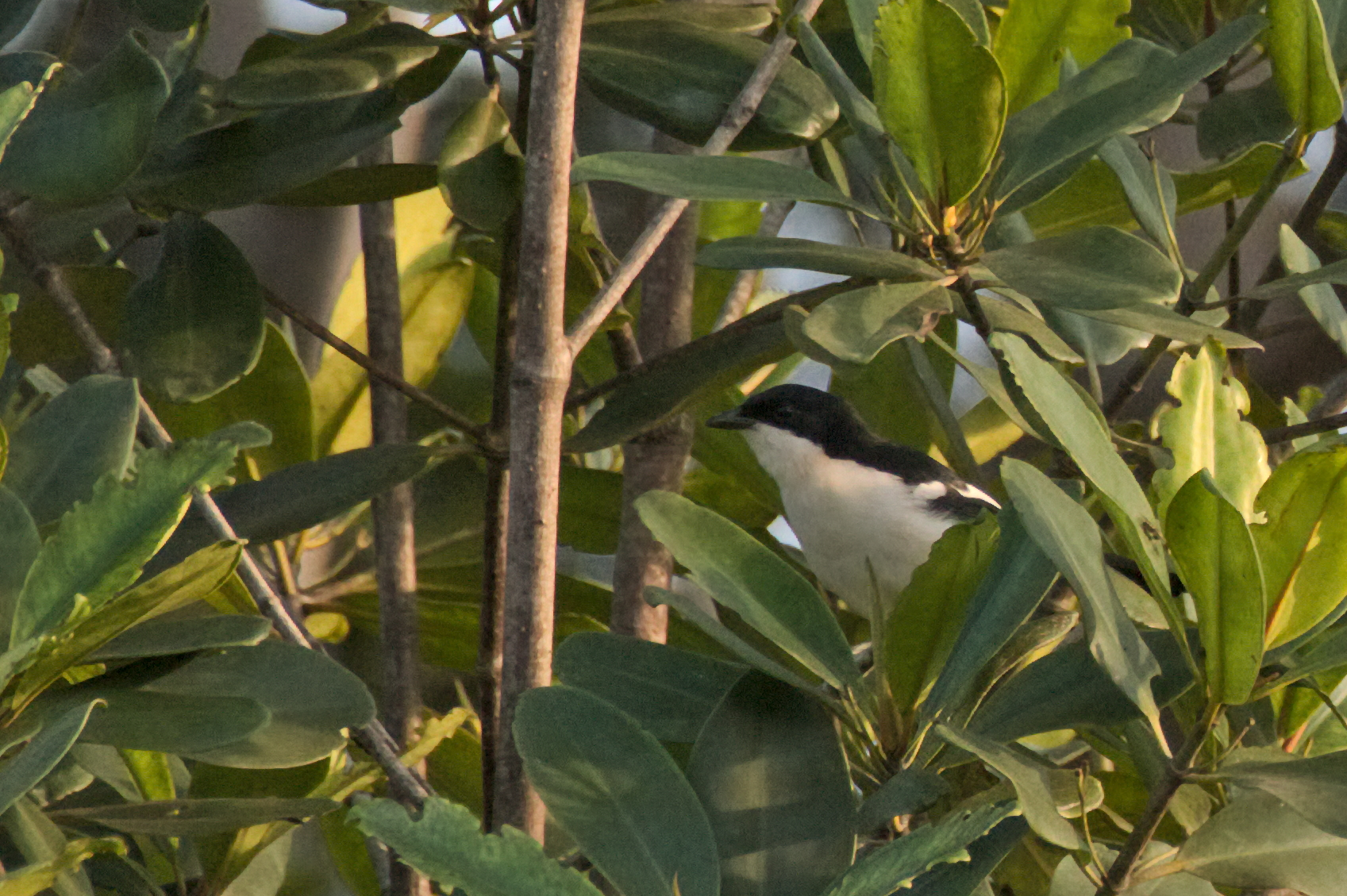
Swamp Boubou

Der Sumpfwürger (Laniarius bicolor) ist eine Vogelart aus der Familie der Buschwürger (Malaconotidae).
Der Vogel kommt im westlichen und südlichen Zentralafrika vor.
Der Lebensraum umfasst verkümmerte Mangroven, trockenes Küstendickicht und niedrigen Sekundärwald, Papyrus, Flussauen, meist in sehr dichter Vegetation in Wasser- oder Sumpfnähe.
Der Artzusatz kommt von lateinisch bi- ‚zwei‘ und lateinisch color, coloris ‚Farbe‘.
Dieser Buschwürger ist ein Standvogel.

## Merkmale
Die Art ist 22–25 cm groß und wiegt 44–58 g. Das Männchen wiegt 52–65, das Weibchen 45–57 g. Der Vogel ist schwarz-weiß, die Oberseite einschließlich Flügeloberseite und Schwanz ist glänzend bläulich-schwarz, die mittleren Flügeldecken haben weiße Spitzen und formen eine lange breite Flügelbinde. Die Kehle und Unterseite sind reinweiß, die Flügelunterseite ist in den großen Flügeldecken schwarz, in den mittleren und kleineren weiß. Die Iris ist dunkelbraun, der Schnabel schwarz, die Beine sind schieferfarben bläulich. Die Geschlechter unterscheiden sich nicht. Jungvögel sind oben gelbbraun-bräunlich gefleckt und auf der Unterseite schwach grau-braun gebändert, die äußeren Schwanzfedern haben gelbbraune Spitzen.
Das Verbreitungsgebiet überlappt sich mit dem des Äthiopienwürgers (Laniarius aethiopicus) um den Zusammenfluss von Chobe und Sambesi. Zwar halten sich beide Arten in unterschiedlichen Lebensräumen auf, hybridisieren aber untereinander.
Die Art ist dem Tropenwürger (Laniarius major) sehr ähnlich, unterscheidet sich von ihm und vom Äthiopienwürger (Laniarius aethiopicus) durch die reinweiße Unterseite ohne Rosa. Vom Flötenwürger (Laniarius ferrugineus) unterscheidet sie sich durch das Aussehen (größer, aber leichtgewichtiger), den Lebensraum und die Lautäußerungen.

## Geografische Variation
Es werden folgende Unterarten anerkannt:
- L. b. bicolor (Hartlaub, 1857), Nominatform – Kamerun bis Gabun, „Gabon boubou“, kleinste und dunkelste Unterart
- L. b. guttatus (Hartlaub, 1865) – Westkongobecken bis Westangola
- L. b. sticturus Hartlaub & Finsch, 1870 – Südangola, Westsambia, Namibia und Nordbotswana, „Okavango boubou“, größte Unterart, relativ viel Weiß im Flügel

## Stimme
Die Lautäußerungen werden als synchroner oder überlappender Wechselgesang beschrieben, vom Männchen als klingend-flötendes „whhawww“ oder pfeifendes „houuu“, vom Weibchen mit rasselnden, abfallenden Krächzlauten „kikikakakrrrrrr“ oder „kakakakakkkk“ begleitet.
Die Rufe sind einfacher und weniger musikalisch als die des Tropenwürgers.

## Lebensweise
Die Nahrung besteht hauptsächlich aus Wirbellosen einschließlich Schmetterlingen, Käfern, Schnabelkerfen, Zikaden, manchmal aus kleinen Früchten, die einzeln und paarweise im dichten Gebüsch gesucht werden, auch zusammen mit Äthiopienwürgern (Laniarius aethiopicus).
Die Brutzeit liegt zwischen August und November sowie Januar und April in Botswana. Die Art ist standorttreu. Während der Balz verfolgen die Männchen die Weibchen und hüpfen im Tandem durch den Lebensraum. Das Nest wird in 1–4 m Höhe gebaut, das Gelege besteht aus 2–3 Eiern, die von beiden Elternvögeln über 21 Tage bebrütet werden. Brutparasitismus durch den Schwarzkuckuck (Cuculus clamosus) wurde beobachtet.

## Gefährdungssituation
Der Bestand gilt als „nicht gefährdet“ (Least Concern).